# Argeliers
Argeliers é uma comuna francesa na região administrativa de Occitânia, no departamento de Aude. Estende-se por uma área de 10,79 km². Em 2010 a comuna tinha 2 197 habitantes (densidade: 203,6 hab./km²).